# Super Dragon Slayer
Super Dragon Slayer è un videogioco pubblicato nel 1988 per Commodore 64 e nel 1989 per ZX Spectrum dalla Codemasters. È un platform a scorrimento orizzontale e sparatutto; il protagonista è un principe dotato di diversi poteri magici che lotta contro mostri. L'originale Commodore fu il primo gioco a prezzo pieno pubblicato dalla Codemasters, che inizialmente produceva solo titoli a basso costo. La conversione per ZX Spectrum uscì invece nella fascia di prezzo economica.

## Modalità di gioco
Il gioco si svolge su quattro livelli a piattaforme con  scorrimento orizzontale verso destra, attraverso foreste, costruzioni medievali e caverne. Si affronta una varietà di mostri e oggetti volanti, tra i quali anche alcuni draghi (da cui il titolo, traducibile "super ammazzadraghi"), e boss di fine livello, l'ultimo dei quali è un drago enorme.
Il personaggio del giocatore, che indossa una corona e andando avanti nei livelli un'armatura sempre più completa, può camminare in orizzontale, arrampicarsi su scale o corde verticali, saltare, abbassarsi, sparare proiettili magici in orizzontale. Il salto è possibile solo in verticale e non in diagonale, ma quando si cade da una piattaforma la traiettoria può essere diagonale; perciò, per superare certi ostacoli è necessario raggiungere un punto in alto e poi lasciarsi cadere sorvolando l'ostacolo. Si ha una barra dell'energia e normalmente una sola vita, che si può perdere anche all'istante cadendo nei baratri o toccando certi nemici.
Ogni nemico ucciso aumenta l'indicatore power della potenza magica, che permette di lanciare incantesimi tramite i tasti numerici. Inoltre i nemici uccisi talvolta rilasciano power-up immediati, tra i quali pergamene che ricaricano l'energia. Gli incantesimi possibili variano in tipo e numero a seconda del livello, dai tre del primo livello fino a 5 su Spectrum o 6 su Commodore. Le rispettive icone si attivano man mano che si accumula abbastanza potenza per lanciarli. Gli incantesimi non sono descritti dal manuale del gioco, che dice di scoprirli sperimentando; alcuni di essi sono smart bomb, invincibilità, sparo più fitto, capacità di volare, trasformazione in rana per fare grandi salti.
Si può scegliere tra due versioni del gioco, quella standard e quella più difficile per esperti; nel primo caso, dopo una sconfitta si può ricominciare dall'ultimo livello raggiunto, ma non si può andare oltre il terzo livello, mentre nella versione esperti ci sono tutti i livelli, ma in caso di morte si ricomincia sempre dal primo.
La versione ZX Spectrum ha grafica policromatica come sul più potente Commodore, ma è affetta da colour clash molto evidente attorno a tutti i personaggi.